# 박현숙 (극작가)
박현숙(朴賢淑, 1926년 6월 1일 ~ 2020년 12월 8일)은 대한민국의 극작가이다.

## 생애와 영향
1950년 중앙대학교를 졸업했다. 같은 해에 그녀는 한국문화연구소에 현상 작품으로 응모한 수필 <어머니>가 당선되어 문단에 데뷔하게 되었다. 1956년 그녀는 제작극회의 시작을 함께 하게 되며, 1960년에는 조선일보 신춘문예에 희곡 <항변>으로 입선하면서 본격적인 문학 활동을 시작하게 된다. 이듬해에는 조선일보 신춘문예에 다시 한 번 <사랑을 찾아서>라는 가작으로 입선하게 되고, 그 다음 해에는 같은 대회에서 <땅 위에 서다>로 당선된다. 이러한 연속된 당선 및 입선은 그녀로 하여금 한국 희곡계에 이름을 알릴 수 있는 기회를 주었고, 그녀 또한 신인 극작가로서의 활동에 많은 도움을 받게 된다. 1963년에서 1967년, 그녀는 중앙문학인회 초대 회장을 역임했으며, 1963년에서 1971년까지는 제작극회 2대 대표로서 한국 희곡의 발전을 위해 노력했다. 이후 그녀는 1965년 전일본부인연맹 초청 담론회에서 여성의 권리 신장과 관련된 발표 진행, 1972년 일본 문화연구 국제회의 참석, 1976년부터 1977년까지의 국제극예술협회 한국본부 상임위원 역임, 1988년 미국 버팔로에서 개최된 세계여성희곡작가대회 참가 등 국제적으로도 다양한 연극 관련 포럼, 세미나, 대회 등에 참여하며 한국 희곡계의 위상을 높였다. 이러한 대외적 활동뿐만 아니라 그녀는 대내적으로도 다양한 활동을 전개해 나갔다. 1970년부터 12년간 한국문인협회 이사직을 수행하며, 1979년과 그 다음해까지는 한국희곡작가협회 회장직을 겸임했다. 또한 1980년에는 <한국희곡문학상> 제정하고, 1994년에서 1996년까지는 한국여성문학인회 회장직을 맡았다. 그 동안에는 다양한 연극제와 연극인 협회 및 위원회의 자문위원 혹은 심사위원으로 참여해 그녀가 다양하고 영향력 있는 대내 활동에 다수 참여했음을 알 수 있다. 세기가 바뀐 뒤에도 그녀는 한국문화예술진흥원 운영위원 (2000), 한국여성문화예술인회 고문 발탁 (2003), 한국공연예술원 자문위원 추대 (2006) 등을 통해 오랜 시간 동안 한국 희곡계를 위해 헌신했고, 그 발전을 위해 상당한 공을 기울였다.
우리나라 희곡계에서 박현숙이라는 극작가의 출현은 큰 의의를 갖는다. 그 의의라 함은 박현숙의 등장이 국내 희곡계에서 여성 작가의 등단과 활동 횟수가 늘어나는 주된 계기로 작용했음을 의미한다. 박현숙이 본격적으로 우리 희곡계에 등장한 1960년을 전후해 우리나라의 연극 역사에는 여성 작가를 통한 페미니즘에 대한 연구가 추가되었고, 그 당시만 해도 남성에 비해 사회적으로 차지하고 있는 비중이 상대적으로 적은 여성의 보편적인 세계관이 연극에 드러나기 시작했다. 그녀는 사실주의 표현법을 바탕으로 비사실주의 기법을 어느 정도 도입했다. 이는 그녀가 전후의 시대상과 그 후의 혼란을 연극에 쉽게 풀어낼 수 있게 하였으며, 그녀 스스로도 여성 작가 특유의 섬세함을 살려 독창적인 희곡 발표에 성공했다. 이렇듯 박현숙은 한국 근현대사를 객관적인 시각으로 꿰뚫으며 그에 대한 비판을 시도한 최초의 여성 극작가라고 할 수 있다.